# Ole Løvig Simonsen
Ole Løvig Simonsen (ur. 31 stycznia 1935 w Aalborgu) – duński polityk, nauczyciel i samorządowiec, parlamentarzysta, w latach 1994–1998 minister mieszkalnictwa.

## Życiorys
W 1958 ukończył szkołę nauczycielską w Aarhus. Pracował jako nauczyciel, był dyrektorem placówki szkolnej w mieście Stubbekøbing, a także inspektorem szkolnym w Maribo. Działacz Socialdemokraterne i centrali związkowej LO. Zasiadał w radzie miast Stubbekøbing (1966–1970) oraz Maribo (1974–1981), w drugiej z tych miejscowości od 1976 do 1981 był zastępcą burmistrza). W latach 1981–1987 i 1990–2001 sprawował mandat deputowanego do Folketingetu, w 1988 krótko wykonywał obowiązki zastępcy poselskiego. Pełnił funkcję przewodniczącego frakcji swojego ugrupowania.
Od września 1994 do marca 1998 sprawował urząd ministra mieszkalnictwa w drugim i trzecim rządzie Poula Nyrupa Rasmussena. W latach 1999–2001 był pierwszym wiceprzewodniczącym duńskiego parlamentu.